# Amir al-Tusi
Amir al-Ṭusi (segle X) fou un notable de la família Abd al-Razzak de Tus, governador de la fortalesa de Kalat i el districte de Tarud al Khurasan al servei dels samànides i després dels gaznàvides.
En la lluita entre el samànida Nuh II ben Mansur i el governador de Khurasan Abu Ali Simdjur, va participar al costat d'aquest darrer i va prendre part en diversos combats contra Sebuktegin i després el seu fill Mahmud ben Sebuktegin fins que Abu Ali Simdjur fou fet presoner el 996; llavors es va posar al servei de Mahmud, però aviat fou arrestat acusat de ser un mag i empresonat a Gardiz junta amb Abu Ali Simdjur i altres seguidors d'aquest, i tots foren executats junts el 999.